# Horst Benedens

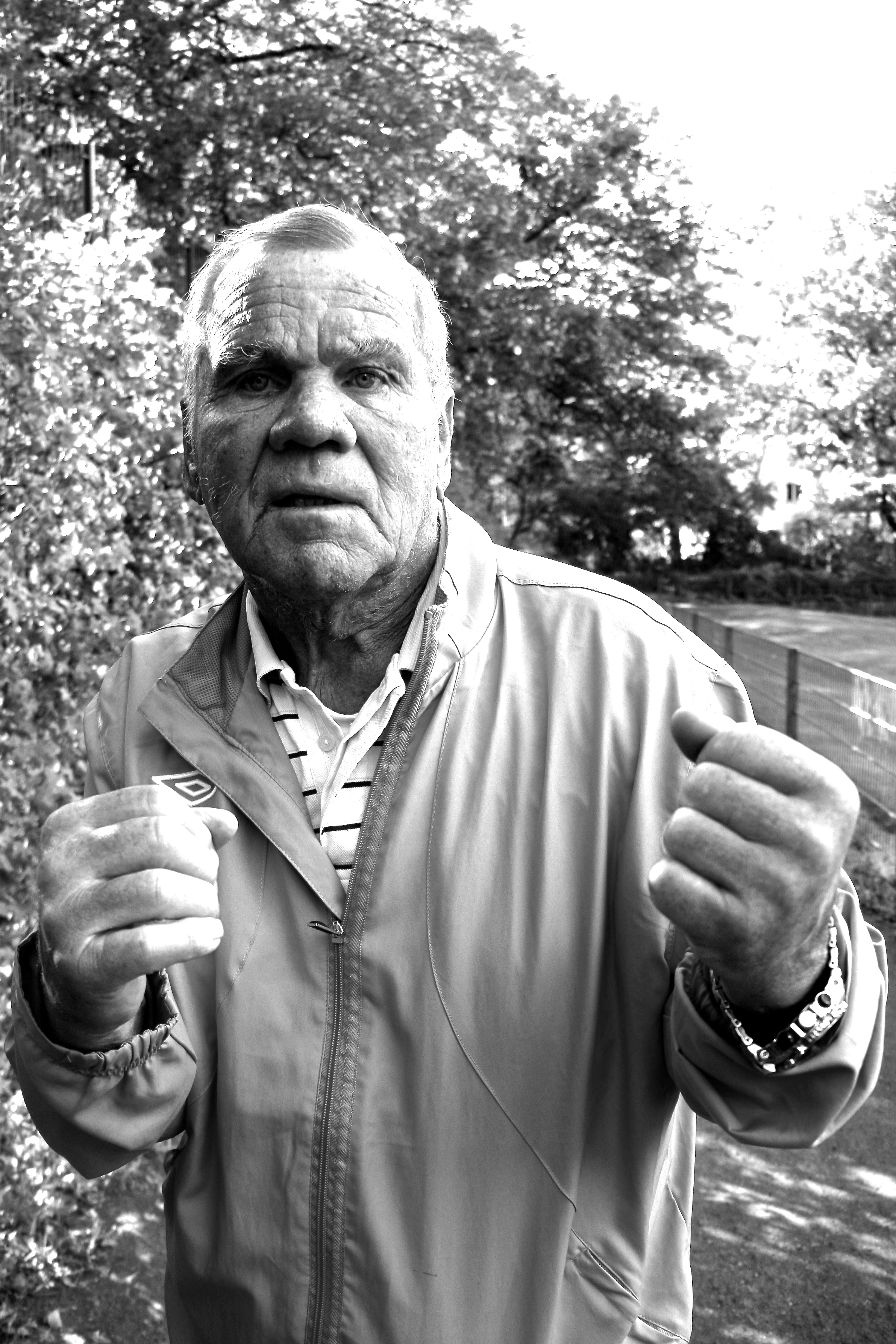
Horst Benedens 2018

Horst Benedens (* 19. Juni 1942; † 11. März 2019) war ein deutscher Boxer. Er war deutscher Meister im Berufsboxen (Schwergewicht).

## Leben
Benedens, geboren im Rheinland und ab 1962 in Berlin ansässig, wurde 1962 deutscher Amateurmeister im Halbschwergewicht. Seinen ersten Kampf als Berufsboxer bestritt der gelernte Rohrschlosser Ende Januar 1963 im Sportpalast in Schöneberg. Benedens gewann von seinen ersten 14 Kämpfen 13, es gab zudem ein Unentschieden. Im November 1964 musste sich Benedens als Berufsboxer erstmals geschlagen geben, er unterlag in der Hamburger Ernst-Merck-Halle Bas van Duivenbode aus den Niederlanden durch K. o. in der vierten Runde. Zehn Monate später gewann Benedens ein abermaliges Duell gegen van Duivenbode. Im Jahr 1966 blieb er mit vier Niederlagen und einem Unentschieden sieglos.
Ende November 1969 trat er vor 10 000 Zuschauern in der Berliner Deutschlandhalle in einem Europameisterschaftskampf im Halbschwergewicht gegen Titelverteidiger Piero del Papa aus Italien an. Nach Einschätzung des Hamburger Abendblatt wurde das Duell „zu einer schlimmen Jahrmarkt-Keilerei“. Beide Kämpfer boxten unsauber, Benedens schlug den Italiener im Laufe des Kampfes zu Boden, kurz vor dem Ende der 15. und letzten Runde verlor der nach Punkten deutlich im Rückstand liegende Benedens dann jedoch durch Abbruch. Anfang der 1970er Jahre wurde gegen Benedens, seinen Manager Willy Zeller und andere Boxer wegen der Vorwürfe Freiheitsberaubung, Nötigung, gefährliche Körperverletzung und Hausfriedensbruch ermittelt, nachdem er sich an Selbstjustiz in Folge eines Raubes in einem Pelzgeschäft Zellers beteiligt hatte. Benedens wurde vom Landgericht Berlin zu einer Geldstrafe in Höhe von 600 D-Mark verurteilt. In einem anderen Fall erhielt Benedens 4000 D-Mark Strafe oder 125 Tage Haft, nachdem er als Mitarbeiter eines Lokals einen Gast verletzt hatte.
Nachdem er ins Schwergewicht gewechselt war, kämpfte er im Januar 1971 in der Deutschlandhalle gegen Peter Weiland um die deutsche Meisterschaft. Benedens bestimmte das Duell und lag nach Punkten in Führung, als der Kampf in der Pause zur achten Runde wegen einer Verletzung Weilands abgebrochen wurde. Benedens war neuer deutscher Schwergewichtsmeister. Er stieg zum Hauptkämpfer auf, im Mai 1971 erhielt der Schützling von Trainer Harry Kneipp mit 12 000 D-Mark für den in Hamburg ausgetragenen Kampf gegen den Brasilianer Getulio Bueno die bislang höchste Entlohnung seiner Laufbahn. Er verlor gegen Bueno allerdings deutlich und offenbarte bis auf seine starke linke Hand mehrere Schwachpunkte, darunter eine schlechte Deckung.
Benedens musste den deutschen Meistertitel später wegen eines Lizenzentzugs abgeben. Seinen letzten Kampf bestritt er im Dezember 1972 (Niederlage gegen den Argentinier Gregorio Peralta). Im April 1973 platzte ein Kampf gegen den früheren Europameister Jürgen Blin, da bei Benedens Hirnschäden festgestellt worden waren und er deshalb Boxverbot erhielt. Benedens legte gegen die verweigerte Erneuerung seiner Boxlizenz durch den Bund Deutscher Berufsboxer (BDB) Einspruch ein, der BDB-Berufungsausschuss ordnete weitere Gutachten und Untersuchungen an.
Nach der Boxlaufbahn betrieb er das Lokal „Benedens“ in der Berliner Waitzstraße, in dem oft Prominente wie Wim Thoelke, Harald Juhnke und Frank Zander verkehrten. Nach Angaben der Berliner Zeitung wurde Benedens Millionär und besaß Anwesen auf Mallorca und im Grunewald. Nach finanziellen Schwierigkeiten gab es den Absturz, im Jahr 2000 drückten Benedens Steuerschulden in Höhe von 800 000 D-Mark, er arbeitete als Hausmeistergehilfe und lebte in ärmlichen Verhältnissen.